# Toxocarpus ellipticus
Toxocarpus ellipticus är en oleanderväxtart som beskrevs av Rudolf Schlechter. Toxocarpus ellipticus ingår i släktet Toxocarpus och familjen oleanderväxter. Inga underarter finns listade i Catalogue of Life.